# Lesbianas en Acción
Lesbianas en Acción (LEA) fue una organización lesbofeminista chilena fundada en Concepción en 1990, convirtiéndose en una de las primeras agrupaciones LGBT creadas fuera de la capital (Santiago de Chile).

## Historia
El grupo surgió en Concepción en 1990 a partir de un grupo de mujeres integrantes del Colectivo SER (también conocido como «Taller Ser», primera agrupación LGBT organizada fuera de Santiago), entre las que se encontraban Consuelo Rivera, Mery Kinanes, Judith Espinoza, Cintia Arriagada y Micky San Martín. Adoptó su nombre definitivo de «Lesbianas en Acción» en agosto de 1991.
Entre las actividades de la organización se desarrollaron iniciativas de prevención del VIH/sida en mujeres, siendo una de las primeras agrupaciones chilenas en enfocarse en la población femenina. También se realizaban actividades para discutir y combatir la violencia al interior de las parejas lesbianas, formaron parte de una Escuela de Verano realizada por la Universidad de Concepción y se realizó una serie de programas en una estación de radio local en donde se leían poesías de temática lésbica.
LEA formó parte de la organización de los primeros encuentros LGBT realizados en Chile: el 1 y 2 de noviembre de 1991 se realizó en Coronel el primer Encuentro de Homosexuales y Lesbianas, al cual asistieron también los grupos Movimiento de Liberación Homosexual, Centro de Educación y Prevención en Salud Social y Sida (CEPSS), Taller SER y Las Yeguas del Apocalipsis, mientras que en 1992, junto con la Colectiva Lésbica Ayuquelén, realizó el primer Encuentro Lésbico Feminista Nacional en Pirque. El 27 de enero de 1992 presentaron una carta junto al Taller Ser denunciando la intención de algunos parlamentarios de Renovación Nacional (RN) y la Unión Demócrata Independiente (UDI) de modificar la Ley de Estados Antisociales con el fin de incrementar la persecución hacia la diversidad sexual.
En marzo de 1994 LEA fue una de las organizaciones fundadoras de la Coordinadora Lésbica junto con el COOM (Centro de Orientación de la Mujer) y Punto G, además de lesbianas pertenecientes a otras organizaciones como el Movimiento de Liberación Homosexual y el Centro Lambda Chile. Lesbianas en Acción se mantuvo en actividad hasta 1996.